# Rotherens
Rotherens is een gemeente in het Franse departement Savoie (regio Auvergne-Rhône-Alpes) en telt 250 inwoners (2005). De plaats maakt deel uit van het arrondissement Chambéry.

## Geografie
De oppervlakte van Rotherens bedraagt 1,7 km², de bevolkingsdichtheid is 147,1 inwoners per km².
De onderstaande kaart toont de ligging van Rotherens met de belangrijkste infrastructuur en aangrenzende gemeenten.

## Demografie
Onderstaande figuur toont het verloop van het inwonertal (bron: INSEE-tellingen).